# 上海世茂精灵之城主题乐园
上海世茂精灵之城主题乐园是中華人民共和國上海市松江區上海佘山国家旅游度假区內的藍精靈主題樂園，比鄰上海天马山世茂深坑酒店，是亞太首座蓝精灵主題乐园，由世茂集团與比利时蓝精灵版权方IMPS(International Merchandising Promotions ＆Services S.A)共同打造，於2020年5月29日正式開園。

## 外部連結
- 官方网站